# ミィティア・ボルケルト
ミィティア・ボルケルト（ミッチャ・ボルカート）Mitja Borkert（'1974年 - ）は、ドイツ出身のデザイナー、エンジニアで あり、2016年からランボルギーニスタイルセンターのディレクターを務める。

## 経歴
1974年に東ドイツで生まれ、ベルリンの壁崩壊後、プフォルツハイム大学で応用科学交通デザインの学位を取得し、1999年よりポルシェに勤め、ヴァイザッハにあるスタイルセンターでさまざまな役職を歴任した。主なものはアドバンストデザインのゼネラルマネージャーであり、2014年からエクステリアデザインのディレクターを務め、パナメーラスポーツツーリスモとポルシェボクスター987のスタイルを変更し、カイエン、マカン、ミッションEの第2シリーズの設計に協力した。ポルシェで17年間過ごした後、2016年4月にドイツを出てイタリア、ランボルギーニのスタイルセンターでチーフテクニカルオフィサーのMaurizio Reggianiに直属しフィリッポペリーニの後任の役割に就き、アヴェンタドールSや、パーフォマンテなどのウラカンの特別バージョンを担当した。2017年にはボストンのMITと共同で、TerzoMillennioコンセプトカーを作成した。

## 担当デザイン

### 生産モデル
- ポルシェ・パナメーラスポーツツーリスモ
- ポルシェ・ボクスター987　フェイスリフト
- ランボルギーニ・ウラカン
- ランボルギーニ・アヴェンタドールS
- ランボルギーニ・ウルス

### 限定モデル
- ランボルギーニ・シアン
- ランボルギーニ・カウンタック LPI 800-4

### ワンオフモデル
- ランボルギーニ・SC18アルストン

### コンセプトモデル
- ポルシェ・917コンセプト
- ポルシェ・ミッションE
- ランボルギーニ・テルツォ ミッレニオ